# Aloinopsis peersii
Aloinopsis peersii es una especie de planta suculenta perteneciente a la familia de las aizoáceas. Es originaria de Sudáfrica.

## Descripción
Es una pequeña planta suculenta perennifolia que alcanza un tamaño de 2 a 3,5 cm de altura a una altitud de 850 - 1400 metros en Sudáfrica.

## Taxonomía
Aloinopsis peersii fue descrita por (L.Bolus) L.Bolus y publicado en S. African Gard. 19: 245. 1929
Etimología
Aloinopsis: nombre genérico que significa "similar al Aloe"
peersii: epíteto
Sinonimia
- Nananthus soehlemannii
- Cheiridopsis noctiflora
- Deilanthe peersii
- Cheiridopsis peersii
- Nananthus peersii[3]